# Los comedores de requesón

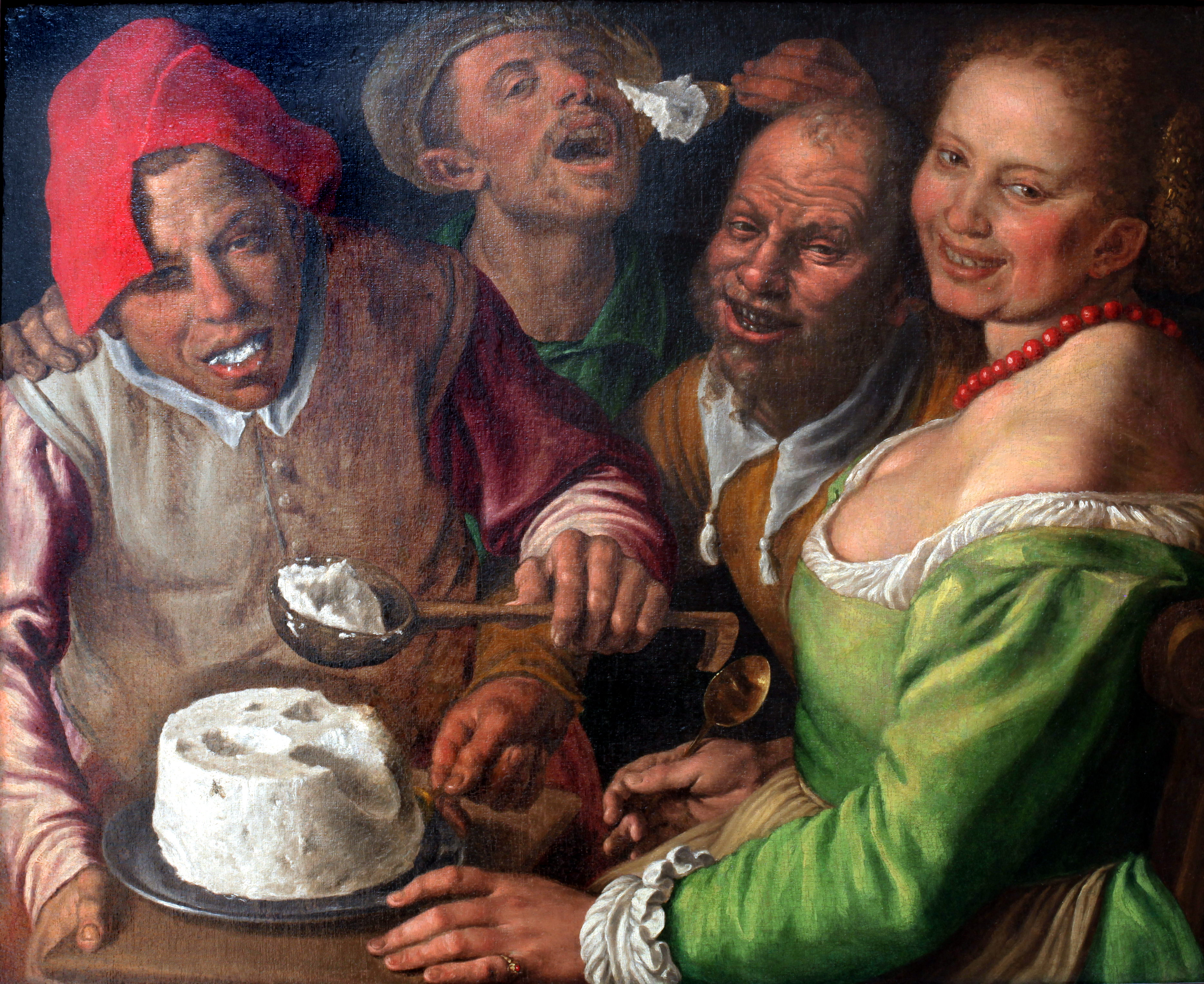
Los comedores de requesón, Vincenzo Campi; 1580 aprox.

Los comedores de requesón es un conocido cuadro de Vincenzo Campi realizado hacia 1580; una pintura al óleo conservada en el Museo de Bellas Artes de Lyon.

## Historia
El cuadro fue donado al museo en 1875 por Jacques Bernard. Fue objeto de restauración en 1991.

## Descripción
La obra presenta, sobre un fondo negro, a cuatro personajes – tres hombres y una mujer – en torno a una mesita sobre la cual hay un plato con un requesón (en italiano, ricotta) que comparten. Aparecen confinados en el cercano encuadre, las manos de tres de ellos encima de la mesa, llenando todo el espacio de la pequeña pintura. Los protagonistas ríen con ganas, los dientes visibles, y su pertenencia a las clases bajas es clara por sus ropas humildes, expresiones campechanas y actitud nada refinada. Cada uno de ellos tiene un gesto que traduce un momento específico de la consumición del alimento: el hombre de la izquierda, con una gorra roja sobre la cabeza y manteniendo una cuchara grande de madera llena en su mano izquierda, aparece con la boca llena; junto a él, un poco atrás, otro hombre se apresta a engullir el bocado mientras se agarra, con la mano derecha, al hombro de su compañero a la derecha; el tercer hombre, con perilla, adelanta su mano hacia el requesón para tomar un trozo; finalmente, la mujer, con un vestido verde muy escotado y un collar de cuentas rojas, y mirando al espectador, mantiene la cuchara en su mano derecha, aun sin servirse.

## Análisis
Nombrado Buffonaria por el artista, el cuadro presenta cuatro personajes parecidos a los de la Comedia del arte; se puede reconocer a Demócrito y el propio pintor aparece bajo los rasgos de Pantalón, el hombre de la gorra roja y el cucharón. Observando con atención, se aprecia que el queso, ahuecado por los golpes de cuchara y con una mosca posada sobre él, parece una calavera. De este hecho, la obra aparentemente jocosa es interpretada a menudo como en realidad una vanitas en la cual el pintor tanto exalta como se burla de los placeres de la mesa.